# امپراتور آهن
ملکه چئونچو (هانگول: 천추 태후. هانجا: 千秋 太后. RR: Cheonchu Taehu، همچنین به عنوان ملکه آهنین شناخته می‌شود) سریال تلویزیونی محصول سال ۲۰۰۹ میلادی در کره جنوبی است.
این مجموعه تلویزیونی براساس شخصیت شخصی که چهره واقعی تاریخی است که مبارزه مادام‌العمر خود را برای محافظت از کشوری که اجداد او ساخته‌اند انجام داد. نوه بنیانگذار سلسله گوریو تائجو، ملکه به عنوان نایب السلطنه تلاش می‌کند برای به قدرت رسیدن پسرش موک جونگ، به عنوان هفتمین پادشاه سلسله گوریو. او مصمم به تحقق بخشیدن به اهداف بلندپروازانه خود برای پادشاهی گوریو بود، ملکه چئونچو در میدان جنگ در مقابل مهاجمان خارجی بسیار دلاور بود. او در جوانی بیوه پادشاه شد و از او پسری داشت. بعد از مرگ امپراتور گیئونگ جونگ برادر ملکه سئونگ جونگ به تخت نشست و از موقعیتش برای تحت فشار گذاشتن ملکه استفاده کرد.

## داستان
داستان این مجموعه مربوط به سومین ملکه عصر گوریو است که علیه مردم تانگیوسیک از مانچوریا می‌جنگد تا بتواند سرزمین‌های قدیم را احیا کند. بانو سانگدوک چه شی را در جوانی بیوه شاه می‌شود و برادرش به سلطنت می‌نشیند.
این اتفاق مصادف با زمانی است که دشمنی گوریو و خیتان بیشتر شده و تلاش‌های سانگدوک برای بیرون کردن دشمنان از مناطق شمالی کشور، منجر به تهدید وی از جانب شاه (برادرش) می‌شود. شاه برای تحت فشار قرار دادن سانگدوک تنها فرزند پسری او را نزد خود نگه می‌دارد و دیدار مادر و فرزند را قدغن می‌کند. بعد از مدتی شاه که فرزند پسری ندارد و مجبور شده خواهرزاده خود را به عنوان ولیعهد انتخاب کند، دوباره ازدواج می‌کند.